# (27983) Bernardi
(27983) Bernardi (1997 UU24) – planetoida z grupy pasa głównego asteroid okrążająca Słońce w ciągu 4,17 lat w średniej odległości 2,59 j.a. Odkryta 26 października 1997 roku.